# 21663 Banat
21663 Banat este un asteroid din centura principală de asteroizi.

## Descriere
21663 Banat este un asteroid din centura principală de asteroizi. A fost descoperit pe 3 septembrie 1999 la Observatorul Starkenburg din Heppenheim. Asteroidul prezintă o orbită caracterizată de o semiaxă mare de 3,05 ua, o excentricitate de 0,14 și o înclinație de 9,3° în raport cu ecliptica.